# Lee Scruggs
Eddie Lee Scruggs (Franklin, 15 aprile 1979) è un ex cestista statunitense, professionista nella NBDL, in Venezuela, Finlandia, Cina e Slovacchia.

## Palmarès

### Squadra
- Campionato slovacco: 1

Pezinok: 2009-10
- Coppa di Slovacchia: 1

Pezinok: 2010

### Individuale
- Miglior stoppatore NBDL (2002)
- Miglior tiratore di liberi CBA (2009)